# جينتوتاس بالوكاس
جينتوتاس بالوكاس ( ولد 19 أغسطس 1979) هو سياسي ليتواني تم انتخابه في نوفمبر 2024 رئيسًا لوزراء ليتوانيا الثامن عشر، خلفًا لإنغريدا شيمونيت . كان بالوكاس نائبًا لرئيس بلدية فيلنيوس من عام 2015 إلى عام 2019، وزعيم الحزب الديمقراطي الاجتماعي الليتواني (LSDP) من عام 2017 إلى عام 2021. قاد بالوكاس حزبه في الانتخابات البرلمانية لعام 2020 ‏ وفاز بمقعد في البرلمان . في عام 2024، بصفته نائب زعيم الحزب، شارك بالوكاس في الانتخابات البرلمانية الليتوانية ‏ ، والتي فاز بها الحزب الديمقراطي الاجتماعي الليتواني. ونتيجة لذلك، تم ترشيحه لمنصب رئيس وزراء ليتوانيا . 

## النشأة والتعليم
من مواليد يوم 19 اغسطس 1979 في بانيفيزيس .  كان والده يعمل مهندسًا وكانت والدته خبيرة اقتصادية .  في عام 1997 تخرج بالوكاس من صالة Panevėžys J. Balčikonis للألعاب الرياضية. من عام 2000 إلى عام 2001 درس اللغة الإنجليزية في كلية تشارلز ديكنز في لندن.  تخرج في عام 2003 من كلية الرياضيات والمعلوماتية في جامعة فيلنيوس ، وفي عام 2004 من كلية الأعمال الدولية. ابتداءً من عام 2004، درس في كلية الحقوق بجامعة فالي. 

## المسيرة السياسية
لفترة وجيزة في شبابه، عرف بالوكاس نفسه بأنه محافظ وينتمي إلى Young Conservative League [خطأ: تحقق من وسيط ورمز اللغة] ، الجناح الشبابي لاتحاد الوطن ‏ .   منذ عام 2003، أصبح عضوًا في الحزب الديمقراطي الاجتماعي الليتواني (LSDP).  
من عام 2003 إلى عام 2005 عمل كأخصائي رئيسي في State Social Insurance Fund Board [خطأ: تحقق من وسيط ورمز اللغة] الليتوانية (سودرا).  ابتداءً من عام 2005 شغل منصب مساعد عضو البرلمان الأوروبي جوستاس باليكيس ‏ . من عام 2007 إلى عام 2009 كان مديرًا لإدارة بلدية مدينة فيلنيوس . 
منذ عام 2013 كان بالوكاس الأمين التنفيذي للحزب الديمقراطي الاجتماعي الليتواني وعضو مجلس إدارة الحزب. من عام 2015 إلى عام 2019 شغل بالوكاس منصب نائب رئيس بلدية فيلنيوس .  خلال ذروة أزمة المهاجرين إلى أوروبا عام 2015 ، اقترح أن تفكر المدينة في تشكيل مجموعات رياض أطفال باللغة العربية لاستيعاب اللاجئين القادمين. 

## زعيم الحزب الديمقراطي الاجتماعي
في عام 2017، فاز بالوكاس بانتخابات زعامة الحزب الديمقراطي الاجتماعي الليتواني بعد هزيمة وزير الاقتصاد آنذاك ميندوجاس سينكيفيسيوس ‏ في جولة الإعادة.   خلال الانتخابات أبلغ عضو الحزب أركاديوس فينوكوراس عن شكوكه بشأن تزوير الانتخابات في باسفاليس وأكمين وفيلكافيشكيس وراسينياي. وقد تقدم موظفو الانتخابات في Mindaugas Sinkevičius بشكوى بشأن التصويت بسبب الانتهاكات في قسم حزب Molėtai.  اشتكى أحد مراقبي الانتخابات من وجود انتهاك ممنهج يسمح لأشخاص آخرين بالتصويت لصالح أعضاء غائبين من الحزب. وطالبوا بإلغاء بعض النتائج.